# جان فان لون
جان فان لون (هلندی: John van Loen؛ زادهٔ ۴ فوریهٔ ۱۹۶۵) یک بازیکن فوتبال و سرمربی فوتبال اهل هلند است.

## باشگاهی
از باشگاه‌هایی که در آن بازی کرده‌است می‌توان به آژاکس آمستردام، سانفریس هیروشیما، فاینورد، باشگاه فوتبال آپوئل، باشگاه فوتبال رودا جی‌سی کرکراد، اندرلشت و اوترخت اشاره کرد.

## تیم ملی
وی همچنین در تیم ملی فوتبال هلند بازی کرده‌است.